# 海上撤離系統

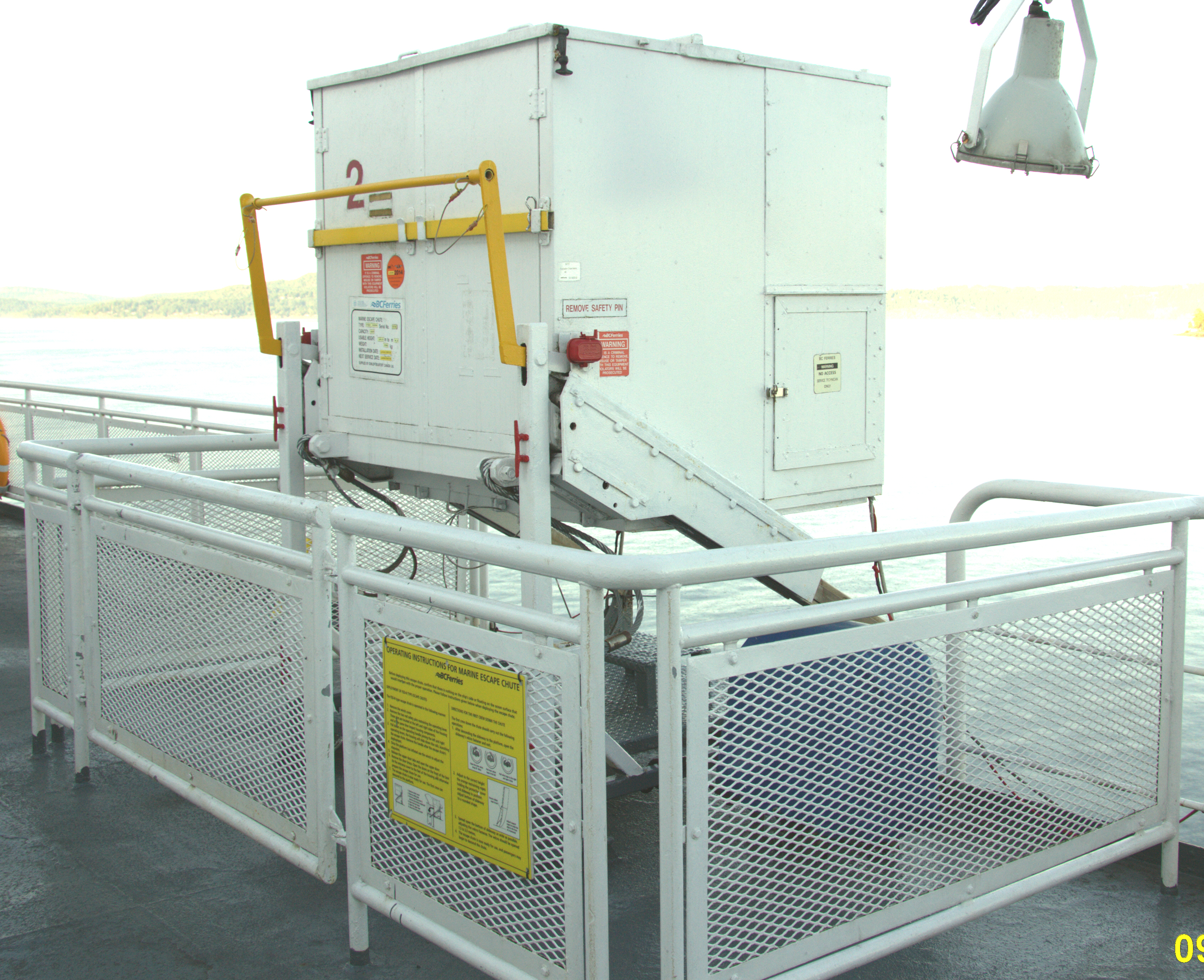
2013年9月9日，「溫哥華精神號」的海上撤離系統（關閉狀態）。

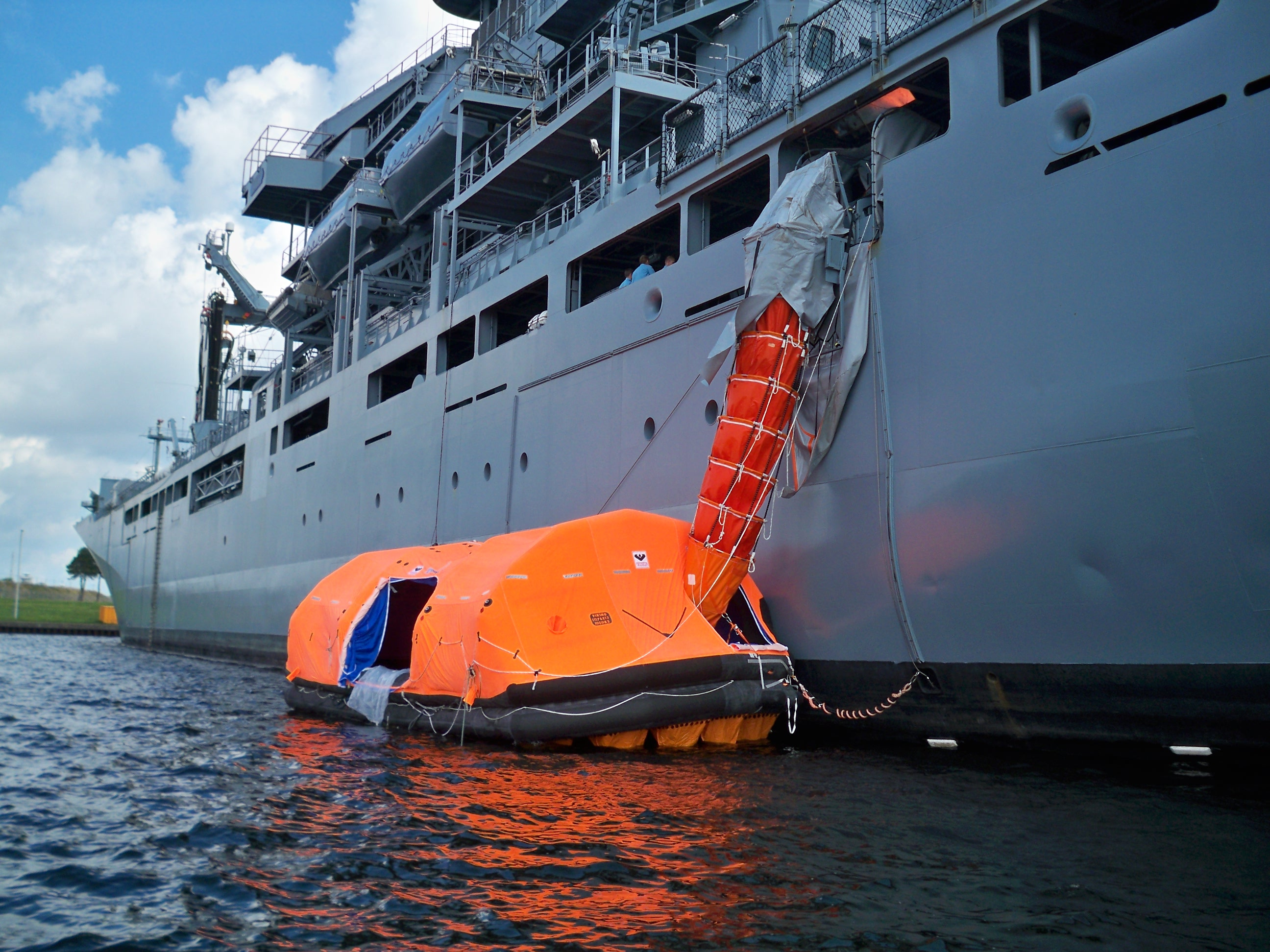
2013年7月31日，「法蘭克福號」的海上撤離系統（啟用狀態）。

海上撤離系統（英語：Marine evacuation system，縮寫：MES）又稱海上疏散系統，是一種高效的船舶逃生裝置，可在極短時間內提供相當龐大的疏散容量，主要由快速充氣的滑道及救生平台組成。在船舶遭遇緊急狀況時，乘客可以利用此裝置迅速進入海面上的救生筏，等待救援。1979年由紐西蘭安全設備公司RFD Beaufort開發，取代了船舶使用的傳統吊架式救生筏。海上撤離系統的主要製造商是Survitec集團（旗下子公司包含RFD Beaufort）、Zodiac公司、Viking公司與Liferaft Systems Australia公司。該裝置在甲板上只會佔用到很小的空間，位於登乘甲板的正面和船體兩側，只需要短短數分鐘即可啟動完成、操作也簡便，這在緊急情況下非常重要。

## 疏散
由於該裝置能夠發揮大規模的疏散效率，自從問世後就在全世界範圍內得到了普及。它是唯一能在30分鐘內疏散超過700人的救生設備。由於它在緊急情況下能大幅增加船舶的安全能力，而且技術經過驗證（已經通過6級強風和3級強浪的測試），因此在應急管理行業獲得廣泛的歡迎。它後來又通過了歐盟船用設備指令96/98/EC和國際海事組織（IMO Resolution A.689(17)）的測試。該裝置在操作時只需要部署一到兩名工作人員。從自動落入水面到完全充氣，整個過程大約需要90秒，有些系統能在60秒內完成。一旦海面上的救生平台充氣完成，乘客們就可以依序穿過氣墊滑道，在救生平台上等待後續救援。

## 結構
海上撤離系統包括5個組成部分：
- 控制單元 ——用於在緊急情況下啟動設備[6]。
- 儲存箱 ——收納撤離裝備的空間，包括滑道、固定設備（如座椅、導軌等）[6]、救生平台，由海洋級鋁合金和充氣鋼瓶組成，通常裝設在甲板上。大小約4平方公尺、重量約685公斤[7]。
- 充氣滑道 ——用來連接在船舶和救生平台，存放在儲存箱內[6]。由聚氨酯塗層的尼龍織物組成，相當堅固。高度可達13.6公尺，可分為單滑道、雙滑道及螺旋式滑道三種類型，具體取決於船艦類型[8]。
- 救生平台 ——在緊急事件中使用的可漂浮船，種類包括船筏式、圍籬式、帳棚式、槽座式等等[6]。
- 絞盤 ——包含滑輪組、絞車，用於傳輸電力系統、引導索、止盪索[6]。

## 類型
- 單滑道和雙滑道系統 ——常用於大型遊輪、軍艦與航空母艦上，佔用空間小，為大量人群提供快速疏散[6]。
- 迷你滑道系統 ——由具有低登乘甲板的小型船隻使用，它重量輕、結構簡單，因此可以輕鬆存放在儲存箱中，並可以在船上的任何地方進行組裝[6]。
- 滑動系統 ——是一個可充氣的滑梯，連接到撤離的進入點，類似於飛機逃生梯[6]。
- 迷你滑動系統 ——由具有低登乘甲板的渡輪和遊艇使用[6]
- 直接登乘系統 ——由具有低登乘甲板的船隻使用，因為它漂浮於海面時與船隻平行，人們可直接跳上救生筏[6]。

## 另見
- 救生艇